# المسرح والإعاقة
المسرح والإعاقة هو موضوع يركّز على دمج ذوي الإعاقة ضمن التجربة المسرحية، مما يتيح التنوع الثقافي والجمالي في الفنون. يمكن فهم عرض الأجساد المعاقة على خشبة المسرح، إلى حد ما، كجمالية سياسية، حيث إنه يتحدى توقعات الجمهور القادر جسديًا في الغالب بالإضافة إلى التقاليد المسرحية التقليدية. ومع ذلك، فإن أداء الإعاقات على المسرح أثار نقاشات مستقطبة حول ما إذا كان يتم تعريض المؤدين وتقليصهم إلى إعاقتهم فقط، أو ما إذا كانوا يتمتعون بالوكالة الكاملة على هويتهم وما يمثلونه.

## التاريخ
نشأ المسرح المرتبط بالإعاقة رسميًا من الإعاقة في الفنون في الثمانينيات في الولايات المتحدة والمملكة المتحدة. ومع ذلك، كانت هناك بعض الفرق المسرحية التي تركز على الإعاقة والتي سبقت هذه الحركة، بما في ذلك المسرح الوطني للصم الذي تأسس في عام 1967. من الفرق المسرحية البارزة المبكرة المرتبطة بالإعاقة: شركة مسرح غرايي (1980 – المملكة المتحدة)، مسرح تيريفيك (1985 – كندا)، مسرح باك تو باك (1988 – أستراليا) وشركة مسرح فاميلي (تأسست عام 1989).
كان هناك بعض الممثلين المعاقين مثل إسموند نايت (4 مايو 1906 – 23 فبراير 1987) ولايونيل باريمور (28 أبريل 1878 – 15 نوفمبر 1954) الذين عملوا بالفعل في قمة مهنتهم، وغالبًا ما لعبوا أدوار شخصيات معاقة وغير معاقة، لكن تمكنوا من الوصول إلى الفرص بفضل ظروفهم المتميزة بالإضافة إلى موهبتهم. ومع ذلك، كانت معظم الفرص - التي كانت نادرة للغاية - تأتي من خلال الكوميديا المسرحية أو تقاليد مثل فن الحركات الإيحائية.

## التغيير السياسي
لا يحدث التغيير بسهولة، والحملة من أجل التغيير السياسي داخل المجتمع، لا شيء عنا بدوننا، لها نفس الأهمية في المسرح كما كانت في التلفزيون والسينما والسياسة والتصميم. لقد نظمت حملات من قبل منظمات مثل حقوق الإعاقة في المملكة المتحدة، وتحالف فنون الإعاقة، تحالف فناني الإعاقة في المملكة المتحدة، وشبكة مجتمع فناني الإعاقة (DANC) وغيرها، للمطالبة بأن تكون الفنون الإبداعية أكثر انفتاحًا على الأفكار الجديدة فيما يتعلق بالإعاقة. من الناحية الإبداعية، تركز هذه الحملات على مبدئين أساسيين: أن يكون الممثلون والمبدعون من ذوي الإعاقة الخيار الأول عند رواية القصص المتعلقة بالإعاقة، وألا تكون الإعاقة عائقًا غير واعٍ أمام الوصول إلى أي دور في أي عرض مسرحي.

لا مكان لمحاكاة المعاقين أو محوهم أو غيابهم في الفنون. لإنهاء ذلك، يتطلب الأمر جهدًا على مستوى الصناعة بأكملها - عبر إرشادات أفضل الممارسات والتعاون متعدد التخصصات وغير الهرمي.... لقد تم منذ زمن بعيد إدانة هذه القرارات المتعلقة بالاختيار وتأثيرها الضار. لقد ناضل الفنانون ذوو الإعاقة لمدة خمسين عامًا، مستندين إلى الجهود التي بذلتها الأجيال السابقة. وقد سمح العمل الذي قام به أسلافنا لهذا النقاش بأن يصبح جزءًا من التيار الرئيسي. ومع تزايد صوتنا الجماعي، يصبح تجاهله أكثر صعوبة.
مقتطف من الرسالة المفتوحة التي كتبها تحالف فناني الإعاقة عام 2024، ونشرت في صحيفة الغارديان. وقد وقع عليها أكثر من 300 فنان مسرحي من ذوي الإعاقة ومحترفين مسرحيين و21 فرقة مسرحية.

أصبحت هذه الحملات أكثر وضوحًا على المستوى العام، خاصة في المملكة المتحدة، حيث نشرت وسائل إعلام رئيسية مثل الغارديان، وذي إيكونوميست، وبي بي سي، وبي بي سي نيوز، وهافينغتون بوست وذا ستيج مقالات عن الاستبعاد التاريخي للمعاقين ظاهريًا من المسرح والشاشة، بالإضافة إلى الحاجة إلى التغيير من داخل الصناعة نفسها.

## الإعاقة كفرصة إبداعية
دور الممثل هو تقديم اختيارات مثيرة للاهتمام للمخرج وأن يكون قادرًا على سرد قصة شخص آخر من خلال نفسه. قد تكون تجربة الحياة لشخص ذي إعاقة صعبة بعض الشيء من حيث التمثيل والسرد بشكل صحيح، لأنك تريد التأكد من أن الإعاقة يتم تمثيلها بشكل أصيل، وألا تتحول إلى سخرية. لا تزال عملية تغيير النظرة في الصناعة من اعتبار الإعاقة هدفًا للتنوع إلى احتضانها كفرصة إبداعية مستمرة، ومع ذلك يظهر فهم أعمق للصورة النمطية الضمنية تجاه الإعاقة مع قيام المزيد من المخرجين بتوظيف مواهب من ذوي الإعاقة بما يتجاوز مجرد السرد الأصيل لقضايا الإعاقة.

### التمثيل بدون تحيّز ضد الإعاقة
إن من أبرز ما يتساؤل به كُتّاب دراماتورجيا الإعاقة هو كيفية دخول الشخصية إلى خشبة المسرح في النص لتحليل التحيزات والمواقف اللاواعية في عملية الاختيار. تطرح هذه المسألة سؤالًا مهمًا: لماذا، إذا لم يُذكر ذلك، يُفترض أن الشخصية دخلت وهي تمشي؟ تستلهم هذه المنهجية أفكارها مما يُعرف غالبًا بالتمثيل الأعمى للألوان، حيث يتم إزالة الافتراض بأن جميع الشخصيات بيضاء.
حوالي 7% من السكان لديهم إعاقة ظاهرة، لذا لو لم تكن هناك تحيزات، لكان من الطبيعي أن تكون 7% من الشخصيات التي نراها على المسرح تحمل إعاقة ظاهرة سواء ذكر النص ذلك أم لا. وبسبب هذا النقص في التمثيل، وضعت شركات مسرحية مثل فرقة شكسبير الملكية ومسرح غلوب لشكسبير سياسات لاختيار الممثلين وتعزيز التنوع بهدف تصحيح هذا الخلل.
يعد اختيار الممثلين ذوي الإعاقة عملية لها عدستان إبداعيتان يجب أخذهما بعين الاعتبار:
1. الإعاقة والتجسيد العرضي. على الرغم من أن معظم الشخصيات في المسرحيات يمكن أن يؤديها ممثلون ذوو إعاقة مع وجود استثناءات قليلة جدًا، إلا أن هؤلاء الممثلين نادرًا ما يُمنحون الفرصة لتجسيدها. من الأسئلة التي يستخدمها مخرجو المسرحيات عند بدء عملية النظر في كل شخصية على حدة هو: "لماذا لا يمكن لممثل معاق أن يؤدي هذا الدور؟" متبوعًا بسؤال: "ماذا يمكن أن تضيف الإعاقة إلى هذا الدور؟" يتيح هذا للمخرج فرصة التفكير في كيفية إضافة الإعاقة لأبعاد جديدة للدور لم تكن مأخوذة بالحسبان، وما إذا كان ذلك يتماشى حقًا مع أصالة القصة التي سيتم سردها. وإذا كانت الإعاقة جزءًا مكتوبًا من الشخصية، فيجب تمثيلها بأصالة طالما توافرت طلبات الاختبار من ذوي الإعاقة، وإن لم تكن كذلك، فهذه فرصة لتثقيف المخرج والممثل المختار حول الإعاقة التي سيتم تمثيلها وكيفية تقديمها دون التسبب في ضرر.
2. الإعاقة والتجسيد الأصيل. هناك منظور قائم على تكافؤ الفرص في مهنة التمثيل يفترض أنه ينبغي السماح لأي ممثل بلعب أي دور، ولكن مثل كل المبادئ المثالية توجد مشكلات واستثناءات خاصة عند التعامل مع السمات المحمية. كما أن هذا الافتراض يتجاهل حقيقة أن بعض الممثلين يواجهون تحيزات، وبما أن الممثلين ذوي الإعاقة نادرًا ما تُتاح لهم فرص للظهور في أدوار رئيسية، فإن الدعوة لاختيار ممثلين معاقين بشكل أصيل تصبح أكثر قوة.

### دراماتورجيا الإعاقة
هذا الدور يشبه إلى حد كبير دور الدراماتورج التقليدي. ويمكن لأي إنتاج مسرحي أو تلفزيوني أو سينمائي أن يستعين به إذا كان يتناول قصة عن الإعاقة أو يستكشف إمكانية إسناد أدوار رئيسية إلى ممثلين ذوي إعاقة. تبدأ مشاركة دراماتورج الإعاقة مع بداية عملية الاختيار لمساعدة المخرجين على تحديد الشخصيات التي يمكن أن يؤديها ممثلون ذوو إعاقة ظاهرية، ومناقشة الأفكار التي قد تثيرها هذه الخيارات وكيف تؤثر هذه العدسات على معنى العمل الفني، سواء كان مسرحية أو مسلسلًا تلفزيونيًا أو فيلمًا. وتستمر مشاركته بعد عملية الاختيار التقليدية، من خلال العمل مع المخرج والممثلين مع التركيز على جوانب السرد والمعنى. الهدف هو التأكد من أن الأصالة والفرص الإبداعية تبقى دائمًا في صدارة الاهتمام فيما يخص الإعاقة الظاهرة.

#### دراماتورج الإعاقة
يُعتبر دراماتورج الإعاقة دور إبداعي عادةً ما يشغله شخص ذو خبرة كممثل مسرحي أو سينمائي محترف أو كمخرج مسرحي، ولديه خبرة معيشة كفرد من ذوي الإعاقة الظاهرة أو كفرد أصم. ولا ينبغي الخلط بين هذا الدور وبين مستشار الإعاقة أو إمكانية الوصول، حيث تركز الأدوار الاستشارية على الاعتبارات العملية لإمكانية الوصول، واستراتيجيات التواصل، وثقافة المنظمات، بدلاً من التركيز على العملية الإبداعية.
بإيجاز، فإن وجود دراماتورج معاق يخلق بيئة إبداعية آمنة داخل غرفة التدريبات، تسمح للإنتاج والفريق والممثلين والكاتب المسرحي بالحصول على تثقيف دقيق وكامل حول موضوع الإعاقة الذي يتناوله العمل. كما يوفر منظورًا إضافيًا وخبرة معيشية تعزز في النهاية التمثيل الصحيح والمحترم للإعاقة على خشبة المسرح.

##### البحث
يقدم دراماتورج الإعاقة أبحاثًا خاصة إذا كان النص يتناول شخصية أدبية أو تاريخية معاقة. يركز عمله على الجوانب التاريخية والاجتماعية والفنية واللغوية للنص، بما في ذلك تقديم نصائح عملية حول الفرق بين تجسيد الحالة الطبية بشكل حرفي وتجسيد تجربة الحياة اليومية مع الإعاقة. وقد يشمل عمله اقتراحات مثل مواءمة حالة الشخصية مع حالة الممثل إذا كان الفارق الأساسي يكمن في التجربة والمواقف وليس في نوع الإعاقة تحديدًا، أو العمل مع فريق الإنتاج لاستكشاف أثر إدخال حالة ظاهرية على شخصية معينة ليس فقط عليها بل أيضًا على سلوك الشخصيات الأخرى تجاهها.

##### توفير السياق
يشارك الدراماتورغيون المختصون بالإعاقة رؤاهم حول تجاربهم الشخصية وتجارب الآخرين مع فريق الإنتاج، بما في ذلك المخرجين والمنتجين والممثلين، لضمان وجود فهم مشترك حول تصوير الإعاقة.

##### دعم الكتاب
الإعاقة يمكن أن تكون قصة، ولكنها قد تكون أيضًا نصًا ضمنيًا، وفي كلا الحالتين، لا يقتصر الأمر على الشخصية فقط، بل على مواقف الأشخاص المحيطين بها التي تساهم في مصداقية التصوير. وجود مستشار إبداعي ذو تجربة حية سيمكن الكتاب من استكشاف الإمكانيات، وتجربة الأفكار، ومناقشة الموضوع في مساحة آمنة ومبدعة. يقدمون ملاحظات للكتاب خلال العملية، بحيث إذا تم إجراء تغييرات أثناء الإنتاج، يمكن تنفيذها بثقة.

##### دعم عملية الاختيار
عند اختيار الممثلين من ذوي الإعاقة، هناك عدة أمور يمكن أن يساعد فيها الدراماتورغ المختص بالإعاقة، خصوصًا عندما يتعلق الأمر بالحالات التقدمية ضمن القصة، حيث قد يحتاج المخرج إلى مدخلات لدعم نهج يتم فيه طلب من الممثل إخفاء حالته ثم كشفها للجمهور. بخلاف ذلك، فهم مفيدون جدًا عندما يتعلق الأمر بتقييم الأدوار لاختيار ممثلين لتصوير الإعاقة العرضية. ما يتم تجاهله غالبًا هو أن العديد من الأدوار يمكن أن يؤديها ممثلون ذوو إعاقات مرئية مختلفة. لذا، حتى إذا لم يتم تحديد الشخصيات على أنها معاقة أو غير معاقة في النص، فإن الدراماتورغ المختص بالإعاقة سيدعم فريق الإنتاج لاستكشاف الإمكانيات لكل شخصية، ومساعدتهم في تقييم ما إذا كانت الإعاقة قد تضيف شيئًا مثيرًا للدور.

##### دعم المخرج
يوفر الدراماتورغ المختص بالإعاقة الدعم للمخرج أثناء تطوير مفهومه للإنتاج، وعندما يكون لدى المخرج أفكار حول دمج القصص أو التصوير، سواء كان أصليًا أو عرضيًا، فإن الدراماتورغ المختص بالإعاقة موجود لمساعدته في تقييم وتطوير هذه الأفكار.

##### تحسين تجربة الجمهور
يمكن للدراماتورغ المختص بالإعاقة أيضًا مساعدة فرق التسويق والدعاية في تحديد القصص حول القصة التي ستكون جيدة لخلق اهتمام عام أكبر.

## أمثلة على الشخصيات المعاقة في المسرحيات
هناك العديد من الأمثلة على الشخصيات المعاقة في المسرحيات، بعضها خيالية وأخرى تركز على حياة الأشخاص ذوي الإعاقات من التاريخ مثل جورج غوردون بايرون، فرانكلين روزفلت، فريدا كاهلو أو أنري تولوز لوترك. تاريخيًا، كانت هذه الشخصيات تُؤدى من قبل ممثلين غير معاقين، وهو ما يُشار إليه عادة بـ "تقمص الإعاقة"، ولكن بسبب التغييرات في ممارسات اختيار الممثلين وزيادة عدد تصنيف:ممثلون بإعاقات، أصبح هذا أقل شيوعًا.

### ديانا في التالي إلى الطبيعي
المسرحية الموسيقية "التالي إلى الطبيعي" تتناول قصة ديانا غودمان التي تعاني من اضطراب ثنائي القطب وتأثيراته على عائلتها بأكملها. يتم ذلك من خلال نص مؤثر وموسيقى معاصرة. 

### لورا في الوحوش الزجاجية
تينيسي ويليامز يوضح أن شخصية لورا في مسرحية الوحوش الزجاجية نشأت مع إعاقة: "مرض طفولي تركها مشلولة، ساقها أقصر قليلاً من الأخرى، وتُحتجز في جبيرة".

### نيساروس في ويكد
المسرحية الموسيقية ويكد من تأليف ستيفن شوارتز وويني هولزمان تُعرض في برودواي منذ عام 2003، وقد أطلقت عدة جولات وطنية وإنتاجات في جميع أنحاء العالم. في المسرحية، شخصية إلفابا لها أخت تُستخدم الكرسي المتحرك وتدعى نيساروس. كانت معاقة عند الولادة بسبب عيب خلقي، وتمر عبر الإنتاج تجسد دور الشرير.  تعرض الإنتاج للانتقاد بسبب عدم اختيار ممثل معاق لتأدية الدور. 

### دوق غلوستر/الملك في ريتشارد الثالث
في مسرحية ويليام شكسبير ريتشارد الثالث، يعتبر التمييز ضد ذوي الاحتياجات الخاصة هو موضوع مركزي حيث تدفع المواقف والتحاملات ريتشارد ليصبح الشخص الذي يصبح عليه. تم انتقاد أداء ريتشارد من قبل ممثل غير معاق بوصفه "محو للإعاقة".

### جوزيف ميريك في تاريخ الفيل الحقيقي والمتخيل لرجل الفيل
المسرحيات التي تتناول شخصيات تاريخية هامة من ذوي الإعاقة قد تواجه صعوبات عندما يتم اختيار ممثل غير معاق. فهم ما يعني أن تكون شخصًا معاقًا هو أكثر بكثير من مجرد تمثيل حالة، وكيف تطور قصة جوزيف ميريك من جوزيف ميريك في رجل الفيل، وهي مسرحية تبتعد عن قصته وتفتقد ليس فقط الكثير مما كان عليه (حتى اسمه خاطئ) وما يعني أن تكون شخصًا معاقًا، إلى مسرحية تغوص عميقًا في التجربة المعيشية. هذه المسرحية الثانية قد عرضت مرتين حتى الآن بشكل احترافي في أستراليا والمملكة المتحدة. تاريخ الفيل الحقيقي والمتخيل لرجل الفيل من تأليف توم رايت (كاتب) عرضت لأول مرة في 4 أغسطس 2017, حيث قام دانيال مونكس بدور البطولة في الدور الرئيسي. كما ضمت الطاقم أيضًا باولا أرونديل، جولي فورسيث، إيما جيه هوكينز، وصوفي روس. جالت المملكة المتحدة في عام 2023، وعملها ستيفن بيلي وزاك فورد-ويليامز بدور جوزيف. ضم طاقم هذه الإنتاج أيضًا أنابيل ديفيس، دانيكا إيتشلز ونادية ناداراجاه.

### هام، كلوف، ناغ ونيل فينهاية اللعبة
كل شخصية من الشخصيات تحتوي على إعاقة كصفة أساسية. في الكتاب، سامويل بيكيت وأداء الإعاقة، تكشف المؤلفة هانا سيمبسون كيف أن مسرح بيكيت، "يتحرى بشكل قسري الأجسام البديلة، والأشكال غير المتوقعة للوكالة، والتداخل الاجتماعي الاستثنائي لجسم الإنسان."

### أمثلة إضافية على الشخصيات الخيالية وغير الخيالية من ذوي الإعاقة
| المسرحية                       | الشخصية المعاقة                   | الكاتب |
| ------------------------------ | --------------------------------- | --- |
| 55 يومًا                        | تشارلز الأول                      | هوارد برينتون |
| ترنيمة عيد الميلاد             | تيني تيم                          | تشارلز ديكنز، مع تعديلات مسرحية من ديفيد إدغار، وجاك ثورن [الإنجليزية]. |
| وراثة للأمة                    | هوراشيو نيلسون                    | تيرنس راتيغان |
| كُلنا                           | جيس                               | فرانسيسكا مارتينيز |
| أركاديا                        | جورج غوردون بايرون                | توم ستوبارد |
| فتى الفقاعات                   | جيمي                              | سينكو بول وكين داوريو |
| بيرون                          | جورج غوردون بايرون                | أليسيا رامزي |
| كامينو ريال                    | جورج غوردون بايرون                | تينيسي وليامز |
| حرب كاري                       | جوني جوتبيد                       | نينا بودن |
| كورام بوي                      | ميشاك جاردنر                      | هيلين إدموندسون |
| تكلفة المعيشة                  | جون                               | مارتينا ميجوك |
| سيرانو دي برجراك               | كيرانو دي بيرجراك                 | إدموند روستان |
| خطير أن تعرف                   | لورد جورج جوردن بيرون             | ديبورا كلير |
| دكتور سترينجلوف                | دكتور سترينجلوف                   | ستانلي كوبريك، تيري ساوثرن وبيتر جورج، مقتبسة من أرماندو يانوتشي وسين فولي |
| أزهار ألغرنون                  | تشارلي                            | دانيال كيز |
| فرانكنشتاين                    | وحش فرانكنشتاين، آيغور ودي ليسي   | ماري شيلي، مع تعديلات مسرحية بواسطة نيك دير، باربرا فيلد، جوناثان كريستينسن، ريتشارد برينسلي بيكي و إيريك سيروتا                                                                       |
| غلي                            | آرتي                              | رايان مورفي، براد فالتشوك وإيان برينان |
| أيام سعيدة                     | ويلي وويني                        | صمويل بيكيت |
| آي كلوديوس                     | كلوديوس                           | جون مورتيمر ومايكل وايت مقتبسة من كتب روبرت جريفز وكلوديوس |
| أريد أن أرقص                   | دوم                               | أوليفير هيلي |
| في الظلام الحارق               | إغناسيو، كارلوس والأولاد الآخرون  | أنطونيو بويرو باييخو |
| جوني بيلندا                    | بيلندا ماكدونالد                  | إلمر بليني هاريس |
| كافكا                          | فرانس كافكا                       | جاك كلاف |
| قضيب كافكا                     | فرانس كافكا                       | ألان بينيت |
| كافكا الموسيقار                | فرانس كافكا                       | موراي جولد |
| عشيق الليدي تشاترلي            | كليفورد                           | ديفيد هربرت لورانس مقتبسة من جون هارتي |
| لوتريك                         | أنري تولوز لوترك                  | روبرت كورنهيسر |
| لوتريك الموسيقار               | هنري دي تولوز-لوترك               | شارل أزنافور |
| أمير الذباب                    | سيمون                             | ويليام غولدنغ |
| موبي ديك                       | الكابتن أهاب                      | هرمان ملفيل، مع التعديلات المسرحية من مارك روزنوينكل، جيم بيرك، جوليان راد، موريس بانيتش وديفيد كاتلن                                                                                  |
| مولي سويني                     | مولي                              | بريان فريل |
| مولان روج                      | أنري تولوز لوترك                  | باز لورمان وكرايغ بيرس |
| نيلسون - قصة البحار            | اللورد هوراشيو نيلسون             | نيكولاس كولت |
| نيكولاس نيكلبي                 | سمايك                             | تشارلز ديكنز، مع تعديلات مسرحية من إدوارد ستيرلنغ وديفيد إدغار، وكذلك تعديل موسيقي "سمايك" من سيمون ماي، كلايف بارنيت وروجر هولمان                                                     |
| من الفئران والرجال             | ليني الصغير، كاندي وكروكس         | جون ستاينبيك |
| أوديبوس                        | تيريسياس                          | مقتبسة من سوفوكليس، أوديب ملكا، كتبها جون درايدن وناثانيل لي |
| بوليانا                        | بوليانا                           | إليانور بورتر مقتبسة للمسرح من كاثرين تشيشولم كاشينج |
| النافذة الخلفية                | هيل جيفريس                        | كورنيل وولريتش [الإنجليزية]، التعديل المسرحي من كيث ريدن |
| عالق في الطبيعة                | شاون                              | مقتبسة من رواية عالق في الطبيعة لتيري ترومان، التعديل المسرحي من أليسون كاميرون غراي ومات كروبينينغ                                                                                    |
| شروق الشمس في كامبوبيلو        | فرانكلين روزفلت                   | دوري سكاري |
| لا شيء حلو في أذني             | لورا، ماكس، سالي ودكتور والترز    | ستيفان ساكس |
| الفتيان في الباب التالي        | أرنولد، لوسيان شيلا، باري ونورمان | توم غريفين |
| الكراسي                        | الشيخ والشيخة                     | أوجين يونسكو |
| أبناء ليسر الإله               | سارة نورمان                       | مارك ميدوف |
| المقعد من إنيشمان              | بيلي كليفن                        | مارتن ماكدونا |
| الحادثة الغريبة للكلب في الليل | كريستوفر                          | مارك هادون، التعديل المسرحي من سيمون ستيفنز |
| أحدب نوتردام                   | كوازيمودو                         | فكتور هوغو التعديلات المسرحية من كين هيل، روبرت هوسين، نيكولاس ديبوبين، بيب أوتون، جيمس فيلافورتي، هارولد هودج جونيور وبنيامين بوليا                                                   |
| حياة وموت اللورد بايرون        | اللورد جورج جوردون بايرون         | التعديل المسرحي من آرثر كيهن |
| المسخ                          | جريجور سامسا                      | فرانس كافكا التعديلات المسرحية من ليمن سيساي، إي. تومالين، ستيفين بيركوف وستيف مولدز                                                                                                   |
| صانع المعجزات                  | هيلن                              | ويليام جيبسون |
| أونيل                          | روبرت سيسيل، إيرل سالزبوري الأول  | توماس كيلروي |
| عودة الجندي                    | كريستوفر                          | ريبيكا ويست التعديل المسرحي من جون فان دروتن [الإنجليزية] |
| قوانين الكنيسة                 | مونتي                             | جون بيلوسو |
| الحديقة السرية                 | كولن                              | فرانسيس هودسون برنيت التعديلات بواسطة باميلا ستيرلنج، توماس دبليو أولسون، لوسي سيمون، جيسيكا سويل، روزاليند سيدني، وآنا هيمالي هوارد وهولي روبنسون                                     |
| محاكمة دافروس                  | دافروس                            | كيفن تايلور ومايكل ويشر |
| من هو تومي؟                    | تومي                              | بيت تاونسند |
| ترافالغار - أجمل لحظات نيلسون  | اللورد هوراشيو نيلسون             | دانيال دالتون وتيم سبنسر |
| جزيرة الكنز                    | لونغ جون سيلفر و[بيو الأعمى       | روبرت لويس ستيفنسون التعديلات المسرحية بواسطة جوليس إيكيرت غودمان، جولي ستين، سيباستيان، كين لودفيغ، بي إتش هاري و فيرنون موريس، مايك كيني، بريوني لافري، نيكولاس بيلون وساندي توكسفيغ |
| القبائل                        | بيلي                              | نينا رين |
| انتظر حتى حلول الظلام          | سوزي                              | فريدريك نوت |
| في انتظار غودو                 | لاكي وبوزو                        | صمويل بيكيت |
| ماذا حدث لبيبي جين             | بلانش                             | هنري فاريل |

## المواهب أصحاب الإعاقة والشركات المسرحية
أطلق المسرح الملكي الوطني في المملكة المتحدة خدمة في 2021 تهدف إلى تجارب الأداء تسمى بروفايل التي تتيح الوصول إلى تفاصيل الممثلين المعوقين المحترفين وملف عرض في شكل أداء قصير.

### ممثلون مشهورون على المسرح ومراجعات الإنتاج
تقدم الأمثلة التالية لممثلين يلعبون شخصيات ذات إعاقة ويروون تجاربهم الخاصة في الشخصيات التي يمكن اعتبارها شخصيات رئيسية في العروض الاحترافية السائدة. هذه القائمة من الممثلين والمراجعات تظهر أن الممثلين أصحاب الإعاقة في أدوار معاقين أو معاقين ليسوا مجرد عمل يستحق الإعجاب، بل فرصة إبداعية.
- ناديا ألبينا،[44] عربة اسمها الرغبة،[45] الإنجليزية،[46] عطيل،[47] تاجر البندقية[48]
- ليز كار، محادثات لا توصف،[49] القلب الطبيعي،[50] الانتحار بمساعدة الغير[51]
- بيتر دينكليج، سيرانو دي برجراك،[52] ريتشارد الثالث[53]
- دانيكا إتكيلز،[54] لوسي كيركوود،[55] جعجعة بلا طحن،[56] بريسد أوف[57]
- ماديسون فيريس، كُلنا،[58] الوحوش الزجاجية[59]
- زاك فورد ويليامز،[60] التاريخ الحقيقي والمتخيل لرجل الفيل،[61] ترنيمة عيد الميلاد (رواية)[62] ريتشارد الثالث[63]
- مات فريزر،[64] ريتشارد الثالث،[65] البانتوميم[66]
- سارة غوردي، التماسيح،[67] قنديل البحر[68][69]
- أليسون هالستيد،[70] بستان الكرز،[71] أجسام المستقبل،[72] حفرة،[73] بيت برناردا ألبا[74]
- كيت هود، تكلفة المعيشة[75]
- آرثر هيوجز، ريتشارد الثالث،[76] دوقة مالفي،[77] قفص المجنونات،[78] طار فوق عش الوقواق[79]
- ميليسا جونز، طار فوق عش الوقواق،[79] هنري الخامس[80]
- فرانسيسكا مارتينيز،[81] كلنا[82]
- فرانسيسكا ميلز،[83] دوقة مالفي،[84] الساعة الأمريكية،[85] أبراج مالوري[86]
- دانيال مونكس،[87] ريتشارد الثالث،[88] النورس،[89] التاريخ الحقيقي والمتخيل لرجل الفيل[90]
- توم موذيرديل، ريتشارد الثالث،[91] مد وجزر لندن،[92] الحب وأعمال العنف الأخرى[93]
- كيت مولفاني، ريتشارد الثالث،[94] كل شيء رائع[95] يوليوس قيصر[96]
- ناديا نادراجاه،[97] أنطوني وكليوباترا،[98] مؤرض،[99] الحب مجهود ضائع،[100] حلم ليلة منتصف الصيف[101]
- جان بوتميشيل، ريتشارد الثالث،[102] أزهار ألغرنون[103] هاملت[104] مشكلة في بيت الإله[105]
- سوفي لي ستون، فروزن،[106] الأم شجاعة وأبناؤها،[107] إمرأة الزهور[108]
- كاتي سوليفيان، تكلفة المعيشة،[109] ريتشارد الثالث[110]
- مايكل باتريك ثورن، ريتشارد الثالث،[111] مكبث[112] بيت الدمية[113]
- آيمي تريج،[114] الأشياء الصغيرة الكبيرة،[115] أسباب تجعلك لا تحبني،[116] ترويض النمرة،[117] الوحوش الزجاجية[118]

#### نصائح للممثلين ذوي الإعاقة
في السنوات الأخيرة، زاد عدد الطلاب ذوي الإعاقة، رغم أنه بعد سنوات من منع قبول طلبات الطلاب ذوي الإعاقة، أصبح هناك الآن توجه نشط للبحث عن الطلاب ذوي الإعاقة، حيث تبدأ مواقف صناعة المسرح والتلفزيون والسينما في التغيير. لدعم المواهب الصاعدة، توفر منشورات مثل "دليل الممثلين والفنانين" الآن إرشادات موجهة خصيصًا للممثلين ذوي الإعاقة الشبان. الآن تقدم إرشادات تستهدف الممثلين ذوي الإعاقة الشبان.
"وجود المجموعات المهمشة يمكن أن يحدث تغييرًا اجتماعيًا وسياسيًا: الوجود الطبيعي للمجموعات المهمشة يعزز ذلك. والباقي هو الاحتفال." زاك فورد ويليامز، 2024.

### شركات المسرح المعاصرة التي يقودها ذوو الإعاقة
منذ الثمانينات، كانت هناك حركة تركز أساسًا على رواية قصص الإعاقة. من هذه الحركة، تم تشكيل العديد من شركات المسرح المهنية الشعبية والمدعومة، وأصبحت هذه الشركات فرعًا مهمًا لصناعة المسرح. وهذا مهم بشكل خاص لأن هذه الشركات أصبحت أرض تدريب للممثلين والمخرجين والمنتجين والكتّاب ذوي الإعاقة الذين تم استبعادهم من قنوات التدريب التقليدية.
- أرْبوس – شركة للموسيقى والمسرح – ARBOS، تأسست في 1994
- مسرح باك تو باك (جيليغ، أستراليا)، تأسس في 1987
- مسرح بلو آبل، تأسس في 2005
- المسرح الكندي للصم، تأسس في 1989
- شركة مسرح تشيكنشيد، تأسست في 1974
- مسرح ديف ويست (لوس أنجلوس، الولايات المتحدة الأمريكية)، تأسس في 1991
- مسرح ديفينتلي،[122] تأسس في 2002
- شركة مسرح ديتور،[123] تأسست في 2000
- إكستانت (لندن، المملكة المتحدة)،[124] تأسست في 1997
- شركة مسرح غرايي، تأسست في 1980
- مسرح هيجنكس، تأسس في 1981
- جو جاك آند جون (مونتريال، كندا)، تأسس في 2003
- ميند ذا غاب، تأسس في 1998
- المسرح الوطني للصم، تأسس في 1968
- مسرح الدائرة المفتوحة،[125] تأسس في 2003
- شركة مسرح فامالي، تأسست في 1989
- رامبس أون ذا موون،[126] تأسست في 2015
- مسرح ريال ويلز (فانكوفر، كندا)، تأسس في 2003
- مسرح سيك + تويستد (وينيبغ، كندا)، تأسس في 2016
- مجموعة ساوثسايد (غلاسكو، اسكتلندا)، تأسست في 2020
- مسرح تيريفك (فانكوفر، كندا)، تأسس في 1984
- فايتال إكسبوجر،[127] تأسس في 2011